# Lichter Péter
Lichter Péter (Budapest, 1984. november 20. –) magyar filmrendező, filmesztéta, filmtörténész, író.

## Élete és pályafutása
Budapesten született. Szülei Lichter Tamás és Arany Piroska építőmérnökök, bátyja ifj. Lichter Tamás közgazdász, jelenleg egy informatikai cég vezetője. 2003-ban érettségizett a budapesti Táncsics Mihály Gimnáziumban. 2009-ben végzett az Eötvös Loránd Tudományegyetem Bölcsészettudományi Karának Filmtudományi Tanszékén, ahol 2018-ban szerzett doktori fokozatot. 
2009-től kezdve a Prizma szerkesztője, tanulmányai és kritikái a Prizma Online-on, a Filmvilágban, a Metropolisban és a hvg.hu-n jelentek meg.
2002 óta készít rövid és egész estés hosszúságú kísérleti filmeket, amiket több száz hazai és nemzetközi filmfesztiválon vetítettek, ezek közül a legjelentősebbek: Rotterdam (2013, 2020), Tribeca (2013), Berlini Filmfesztivál Kritikusok Hete (2018) és Jihlavai Dokumentumfilm Fesztivál (2015-2019). Filmjeit a párizsi székhelyű Light Cone forgalmazza.
2011-től kezdve óraadó tanár az Eötvös Loránd Tudományegyetemen, a Milton Friedman Egyetemen és a Színház- és Filmművészeti Egyetemen. 2018-tól kezdve a Pécsi Tudományegyetem adjunktusa, 2020 és 2023 között a Filmtudományi és Vizuális Tanulmányok tanszékvezetője.

## Magánélete
Felesége Máté Bori (1990) filmesztéta, filmrendező, akivel több filmet is jegyeznek közösen.

## Válogatott filmográfia
- Éjszakai Előadás (2004)
- Nyugati állomás (Horváth Ádám Mártonnal) (2005)
- 77 év déja vu (2006)
- Vestmannaeyjar (2007)
- Álomrekonstrukció 1.1 (Farkas Gáborral) (2008)
- Félálom (Light-sleep) (2009)
- Kazetta (2011)
- Look Inside The Ghost Machine (2012)
- No Signal Detected (2013)
- Rimbaud (2014)
- Polaroidok (2015)
- Non-Places: Beyond the Infinite (2016)
- Some of the Sensation (Máté Borival) (2016)
- 8th October 2016 (Máté Borival)
- Fagyott május (2017)
- The Rub (Máté Borival) (2018)
- Üres lovak (2019)
- A horror filozófiája (Máté Borival) (2020)
- Barokk Femina (2020)
- A titokzatos stylesi eset (2022)
- Dr. Moreau (Máté Borival) (2022)
- The Grey Machine (2024)

## Könyvei

### Filmtörténetek
- A láthatatlan birodalom – Írások a kísérleti filmről Budapest, Scolar Kiadó, Budapest, 2016, ISBN 9789631266153
- 52 kultfilm: A Szárnyas fejvadásztól a Feltörő színekig, Scolar Kiadó, Budapest, 2018, ISBN 9789632449456
- Utazás a lehetetlenbe – Az avantgárd film absztrakt formái a science fiction filmekben, Gondolat Kiadói Kör, Budapest, 2018, ISBN 9789636938505
- (Kránitz Bencével) Kalandos filmtörténet. Szerzők, műfajok és irányzatok, Scolar Kiadó, Budapest, 2019, ISBN 9789635090419
- Steven Spielberg filmjei – A cápától a Schindler listájáig, Scolar Kiadó, Budapest, 2020, ISBN 9789635091607
- 52 hátborzongató film – A Psychótól a Fehér éjszakákig, Scolar Kiadó, Budapest, 2021, ISBN 9789635092918
- 52 humoros film – A Gyalog-galopptól a Die Hard 3-ig, Scolar Kiadó, Budapest, 2022, ISBN 9789635095742
- A hollywoodi alakváltó. Steven Soderbergh féktelen filmművészete; Prae.hu, Budapest, 2022, ISBN 9789635095742
- 52 érzéki film – Az absztrakciótól az erotikáig, Scolar Kiadó, Budapest, 2023, ISBN 9789635097388
- Az amerikai film rövid története; 16:9 Könyvműhely / Prae.hu, Budapest, 2023, ISBN 9786150173757
- A VHS gyermekei (A kilencvenes évek meghatározó filmélményei) – A kilencvenes évek meghatározó filmélményei, Prae.hu, Budapest, 2024, ISBN 9786150210827
- Frankenstein eksztázisa – A found footage filmek és videoesszék formavilága, 16:9 Könyvműhely / Prae.hu, Budapest, 2024, ISBN 9786150199405

### Regények
- (Szigeti Árpáddal): Rimbaud-komplexus, JAK, Budapest, 2015, ISBN 978-615-5470-02-8 (Melting books 1.)
- Kubrick-akció, Scolar Kiadó, Budapest, 2021, ISBN 9789635093977
- Doktor Horror, 16:9 Könyvműhely / Prae.hu, Budapest, 2024, ISBN 9786150199405

### Verseskötetek
- Szó-Blues. Lichter Péter versei, Alterra Svájci-Magyar Kiadó Kft., Budapest, 2000, ISBN 963-9032-92-1
- Szörnycsokoládé, Szerzői kiadás, Budapest, 2004, ISBN 963-460-368-8

## Díjai
- 2004: Miskolc Cinefest: Különdíj (Éjszakai előadás)
- 2005: Mediawave-Legjobb magyar kísérleti film (Éjszakai előadás)
- 2005: Miskolc Cinefest: Kodak díj (Nyugati állomás)
- 2008: Budapesti Függetlenfilm szemle: legkülönlegesebb látvány díja (Vestmanneayjar)
- 2009: Szegedi Nemzetközi Super8 fesztivál: Legjobb magyar film; (Félálom)
- 2010: Magyar Filmszemle: a diákzsűri legígéretesebb fiatal tehetség díja (Félálom)
- 2011: Fődíj – Oblo Independent Film Festival, Lausanne, Svájc (Kazetta)
- 2011: Fődíj – Országos Függetlenfilm Szemle (Kazetta)
- 2013: Guanajuato International Film Festival: Legjobb kísérleti film (Look Inside The Ghost Machine)
- 2014: Magyar Filmkritikusok díja: legjobb kísérleti film (Rimbaud)
- 2015: Alternative Film/Video, Belgrade – Különdíj (Pure Virtual Function)
- 2015: Jihlava IDF – Silver Eye Award jelölés (Polaroidok)
- 2015: Friss Hús Rövidfilm Fesztivál – Elismerő Oklevél (Rimbaud)
- 2017: Alternative Film/Video, Belgrade – Különdíj (Some of the sensations)
- 2018: Magyar Filmkritikusok díja – legjobb kísérleti film (Fagyott május)
- 2020: Jihlavai Dokumentumfilm Fesztivál – Különdíj
- 2021: Doc Alliance Award jelölés (Barokk Femina)
- 2022: Margó-díj jelölés (Kubrick-akció)